# Meglena ščitarka
Meglena ščitarka (znanstveno ime Cassida nebulosa) je vrsta hrošča iz družine lepencev, ki je razširjena po večini Evrope in je občasen škodljivec na pesi.

## Opis
Meglena ščitarka doseže v dolžino med 6 in 7,5 mm. V tleh prezimijo odrasli hrošči, spomladi pa se začnejo hraniti na gostiteljskih rastlinah, kamor samice odložijo svoja jajčeca, ki se izležejo junija. Ličinke so v zadnjem stadiju dolge med 6 in 7 mm.
Najpogosteje se hranijo na navadni pesi, beli metliki, sinjezeleni metliki in na vrtni lobodi.